# CLARITY
CLARITY (ang. Clear, Lipid-exchanged, Acrylamide-hybridized Rigid, Imaging/immunostaining compatible, Tissue hYdrogel) – metoda służąca do otrzymywania preparatów biologicznych w postaci przezroczystych mózgów, po ich wcześniejszej izolacji.

## Technika
Wyizolowany mózg zostaje umieszczony w mieszaninie, której główne składniki stanowią monomery (np. akrylamidu) oraz aldehyd mrówkowy. Podczas inkubacji przeprowadzanej w temperaturze 4 °C monomery wraz z aldehydem mrówkowym przenikają w głąb tkanki. Następuje wiązanie monomerów do białek, kwasów nukleinowych oraz małych cząsteczek, takich jak neurotransmitery. W kolejnym etapie podgrzanie próbki do temperatury 37 °C wywołuje polimeryzację monomerów, a w konsekwencji stworzenie swoistej, akrylamidowej siatki. Siatka ta wiąże cząsteczki obdarzone konkretnymi grupami funkcyjnymi, których pozbawione są lipidy błon komórkowych. Dzięki temu przeprowadzenie elektroforezy na tym etapie umożliwia „wymycie” z mózgu lipidów błonowych, pozostawiając jedynie siatkę akrylamidową ze związanymi białkami i kwasami nukleinowymi.

## Zastosowanie
Mózg otrzymany tą metodą pozostaje cały, nietknięty, z biomolekułami znajdującymi się na ich pierwotnym miejscu. Lipidy naturalnie obecne w tkance stanowią znaczną barierę dla światła oraz cząsteczek używanych podczas badań, np. przeciwciał. W mózgach CLARITY brak lipidów pozwala na znacznie efektywniejsze wykorzystanie technik m.in. mikroskopii oraz immunocytochemii. Dzięki temu można zobaczyć więcej oraz dotrzeć głębiej w tkankę. Ponadto możliwe jest badanie mózgu jako nienaruszonej całości, a w konsekwencji lepsze zbadanie połączeń występujących pomiędzy różnymi obszarami mózgu.

## Ograniczenia
Publikacja metody CLARITY miała miejsce w połowie 2013 roku. Na tym etapie trudno wskazywać na jej ograniczenia, a raczej chwilowe niedoskonałości, które w toku prac mogą zostać wyeliminowane. Podczas preparowania metodą CLARITY utracie podlega 8% wszystkich białek (w porównaniu do np. 24% przy użyciu innych, powszechnie stosowanych metod); trwają badania nad zmniejszeniem tej wartości. Oprócz tego pozostają problemy techniczne, takie jak opracowanie algorytmów przetwarzających ogromne ilości danych w postaci zdjęć mikroskopowych w mniejsze i użyteczne informacje.
Metodą CLARITY konserwuje się głównie mózgi mysie; w roku 2014 nie było możliwości spreparowania mózgu ludzkiego ze względu na jego wielkość.